# Контне
Контне (пол. Kątne) — село в Польщі, у гміні Насельськ Новодворського повіту Мазовецького воєводства.
Населення — 225 осіб (2011).
У 1975-1998 роках село належало до Цехановського воєводства.

## Демографія
Демографічна структура станом на 31 березня 2011 року:
|          | Загалом | Допрацездатний вік | Працездатний вік | Постпрацездатний вік |
| -------- | ------- | ------------------ | ---------------- | -------------------- |
| Чоловіки | 103     | 29                 | 65               | 9                    |
| Жінки    | 122     | 30                 | 71               | 21                   |
| Разом    | 225     | 59                 | 136              | 30                   |